# Йоаким IV Константинопольський
Патріарх Йоаким IV (грец. Πατριάρχης Ιωακείμ Δ΄, у миру Ніколаос Крусулудіс, грец. Νικόλαος Κρουσουλούδης) — Архієпископ Константинополя — Нового Риму та Вселенський Патріарх з 1 жовтня 1884 року до 14 листопада 1886 року.

## Біографія
Його мати була сестрою Патріарха Йоакима II (Коккодіса) (1860–1863 і 1873–1878 рр.).
Закінчив Богословське училище на Халки; в 1860 році прийняв чернечий постриг і став 2-м, а з січня 1863 року — 1-м секретарем Синоду.
Хіротонізований на єпископа в 1870 році й поставлений митрополитом Ларисським. У 1875 році був посланий на Афон для врегулювання суперечки навколо Пантелеймонівського монастиря.
З 1877 року — митрополит Дерконський; 1880 року очолював комісію у справі Пантелеимонівського монастиря.
Обраний на Патріарший престол 1 жовтня 1884 після вимушеної відставки 30 березня того ж року Патріарха Йоакима III, який підтримувався Росією. Як патріарх Йоаким IV виявився вправним адміністратором. Йому вдалося покращити відносини Церкви з Турецькою державою (їх погіршення, порушення державою привілеїв, які традиційно належали Церкві в Османській державі, стало причиною відставки його попередника). Він неодноразово закликав православних жити в злагоді з представниками інших національностей і релігій, особливо з євреями. Він доглядав за майном Патріархату і зумів погасити більшість боргів Церкви (13 з 15 000 турецьких лір). Він також відремонтував патріарший собор св. Георгія в Стамбулі. Він неодноразово закликав православних жити в злагоді з представниками інших національностей і релігій, особливо з євреями. Він доглядав за майном Патріархату і зумів погасити більшість боргів Церкви (13 з 15 000 турецьких лір). Він також відремонтував патріарший собор св. Георгія в Стамбулі.
Йоаким IV налагодив відносини Константинопольського патріархату з двома автокефальними сербськими церквами — Карловацькою митрополією в Австро-Угорщині та Сербською православною церквою в Сербії; під час його перебування на посаді Константинопольський патріархат відновив контакти з обома Церквами. Вона визнала автокефалію Румунської православної церкви та фактичну незалежність Чорногорської митрополії.
днак відносини між Константинопольським патріархатом і Російською православною церквою були складними. Вже перші його дії викликали осуд з боку офіційного органу російського Святійшого синоду: у січні 1885 року в своїй непідписаній статті в журналі «Церковний Вісник» близький до Побєдоносцеву візантист Іван Троїцький висловлював здивування з приводу розсилки для синодів, що відрізнялися від тих, що були вислані патріархам, а також щодо направлення їм грамоти митрополиту Сербському Феодосію (Мраовичу), обрання якого, з ініціативи сербського короля Мілана, за згодою Австро-Угорщини, не було визнано Петербургом.
Низка інших зроблених ним кроків викликала невдоволення з боку російського уряду: канонічне спілкування з Карловицьким Патріархом, визнання автокефалії Румунської церкви і розлучення, дане 27 лютого 1886 року Патріархією княгині Марії Горчакової (дочка молдавського господаря -фанаріота) з Костянтином Горчаковим — сином канцлера А. М. Горчакова), справа якої формально перебувала на розгляді Петербурзької консисторії. У зв'язку з розлученням Горчакової, справа якої створювала небачений прецедент (крім того, йшлося зрештою про права наслідування румунських маєтків княгині), йому було заявлено протест особисто від обер-прокурора Костянтина Побєдоносцева. Офіційний орган російського Святішого синоду називав дачу розлучення Горчакової «сумним фактом втручання у чужі церковні справи». Докази Іоакима IV та його небажання поступитися вимогам уряду Росії викликали критику в Синоді Великої церкви та з боку колишнього Патріарха Йоакима III.
Троїцький вбачав у його лінії стосовно інших помісних Церков «папістичні тенденції». Щорічний огляд Троїцького подій за минулий рік на православному Сході в січні 1887 року, після зречення Патріарха через хворобу 14 листопада 1886 року, був переліком претензій і докорів до нього з боку російського синоду, а також посилань на критику в грецькій пресі.
На спокої жив у Смирні, потім у рідному Хіосі, де й помер. Похований біля храму Преображення у селі Каллімасіа Хіу.